# دم‌شترمرغی خاکستری
دم‌شترمرغی خاکستری (نام علمی: Bradypterus seebohmi)، که همچنین به نام واش‌مرغ ماداگاسکاری یا سسک دم‌پر شناخته می‌شود، از خانواده سسکان ملخی است. تنها در ماداگاسکار یافت می‌شود. زیستگاه‌های طبیعی آن درختزارهای نمناک نیمه‌گرمسیری یا گرمسیری و تالاب‌های پردرخت است.
نام خاص seebohmi به هنری Seebohm اشاره دارد.